# یواس‌اس ویواسی (اس‌پی-۵۸۳)
یواس‌اس ویواسی (اس‌پی-۵۸۳) (به انگلیسی: USS Vivace (SP-583)) یک کشتی بود که طول آن ۱۱۸ فوت (۳۶ متر) بود. این کشتی در سال ۱۹۰۴ ساخته شد.